# Giovanni Drovetti
Giovanni Drovetti (Sesto San Giovanni, 1º aprile 1879 – Torino, 17 aprile 1958) è stato uno scrittore, commediografo e poeta italiano.

## Biografia
Bisnipote di Bernardino Drovetti, benché fosse nato a Sesto San Giovanni, nella sua autobiografia dichiarò di essere nato a Chieri. Trascorse l'infanzia cambiando frequentemente residenza a causa del lavoro del padre, impiegato nelle ferrovie, che girò l'intero Piemonte; dopo la prematura scomparsa del padre, si installò in un alloggetto all'ultimo piano di via Montebello, dove iniziò la sua vita da bohèmien.
Tra il 1935 e il 1950 diresse una Compagnia filodrammatica.

## Opere
Drovetti fu un autore poliedrico: scrisse spaziando dalla narrativa alla poetica e alla saggistica; fu apprezzato autore teatrale in italiano e in piemontese e soggettista cinematografico.

### Narrativa
- Fra nevi e statue (romanzo per giovinetti) in dieci capitoli illustrazioni di Attilio Mussino.
- A l'alpeggio. Bozzetti di frontiera ...[3]
- I selvaggi di Jesso 1924
- Gambalesta e Cicca-Cicca
- I cavalieri della terra, Torino, 1928, con Giovanni Bertinetti.
- Le novelle dell'altoparlante, Tip. Gallardi (Vercelli) 1936 - Brevi racconti con implicazioni di trasmissioni radiofoniche.
- Riflessi di vita. Novelle. Tip. Gallardi (Vercelli)1936, Rarissimo, censito in 2 bibl. (FI, TO).
- Armonie (narrativa per ragazzi), Libreria Editrice Internazionale 1913
- La nota d'oro (narrativa per ragazzi), Libreria Editrice Internazionale 1915

### Poesie
- Campana di San Giusto (musicata da Columbo Arona)[4]
- Baci al buio (musicata da Giulio De Micheli)
- Rusticanella, canzone per pianoforte e canto (musica di Domenico Cortopassi) Editore Beltramo Moncalieri circa 1925

### Commedie
- 1º aprile (commedia in due atti)- G.B. Paravia & c., Torino 1932 - 40 pagine
- Il barbiere di Siviglia (commedia lirica in tre atti, musica di Leopoldo Cassone)[5]
- La leggenda dello smeraldo: operetta in 3 atti e 4 quadri (musiche di Gaspare Bona), Torino: Tip. Lit. Amprimo, 1930

### Soggetti cinematografici
- Champagne caprice, 1919
- Il mostro di Frankenstein1920 da Frankenstein di Mary Shelley Produzione Albertini Film[6]

### Miscellanea
- 'L Piemont e i sò poeta, (con L. Collino) [ www.hakeillah.com ]
- Come vissi e cosa scrissi (con lo pseudonimo di Pôncin), Associazione Culturale Progresso Grafico, Torino 1954 - (con lista delle opere: teatro, critica musicale e teatrale, soggetti per film, conferenze, romanzi ecc.
- Storia del teatro piemontese, Editore Rattero. Torino, 1956
- I bevitori di stelle -studio bibliografico - Novara
- Mario Leoni: il poeta, il commediografo, il romanziere. Casanova, Torino 1935

### Commedie in Piemontese
- Lë scòpo
- La prima mëssa
- La lòdola
- Sui nòstri brich
- Ël curà 'd Ròca Brusà
- Tutt per mia fija! Comedia en 3 att. Copione di scena formato protocollo a righe. (manoscritto di G. Drovetti, primo '900 con 10 pagine di testi di canti senza musica)
- La fontan-a dij Sospir! Commedia in tre atti e cinque quadri. (con Salvator Gotta), Torino inizi 900 copione dattiloscritto Compagnia Mario Casaleggio